# Сулубулак
Сулубула́к (каз. Сұлубұлақ) — село у складі Жетисайського району Туркестанської області Казахстану. Входить до складу сільського округу Шаблана Дільдабекова.
До 2008 року село називалось Чкалово, у Радянські часи було частиною села Отділення № 3 совхоза Більшовик.
Населення — 1137 осіб (2021; 1012 у 2009, 898 у 1999, 640 у 1989).